# Atopia
L'atopia, detta anche sindrome atopica, è una predisposizione genetica a sviluppare alcune reazioni anafilattiche. L'atopia può avere una componente ereditaria, anche se il contatto con l'allergene deve avvenire prima che si sviluppi la reazione d'ipersensibilità.
Il termine "atopia" è stato coniato da Coca e Cooke nel 1923. Molti medici utilizzano il termine "atopia" a indicare qualsiasi reazione IgE-mediata (quindi anche le reazioni appropriate e proporzionate). Molti pediatri riservano invece il termine "atopia" a una predisposizione geneticamente mediata da una reazione IgE eccessiva.

## Etimologia
Il termine atopia deriva dal greco ἀτοπία ("fuori posto", "speciale", "insolito"), a indicare proprio la reazione che provoca la malattia bizzarra e non usuale.

## Segni e sintomi
L'atopia è una sindrome caratterizzata da una tendenza a essere "iperallergici". Una persona affetta da atopia si presenta tipicamente con una o più delle seguenti manifestazioni cliniche: eczema (dermatite atopica), rinite allergica (febbre da fieno), congiuntivite allergica o asma allergico. I pazienti con atopia hanno anche una tendenza a sviluppare allergie alimentari.
I pazienti con atopia si presentano di solito con quella che viene definita come la "triade allergica" dei sintomi, cioè, eczema (dermatite atopica), febbre da fieno (rinite allergica) e l'asma indotta da allergia (asma allergico). Hanno anche una tendenza ad avere allergie alimentari e altri sintomi caratterizzati dalla loro stato iperallergico. A titolo di esempio l'esofagite eosinofila si trova spesso associata con le allergie atopiche.
La sindrome atopica può essere fatale per una minoranza di soggetti, e cioè per coloro che sviluppano gravi reazioni allergiche, come l'anafilassi, causate da reazioni al cibo o allergeni ambientali.

## Fisiopatologia
Le singoli componenti della sindrome atopica sono tutte causate, almeno in parte, da allergia (reazioni di ipersensibilità di tipo I). Pertanto, le risposte atopiche appaiono dopo che il corpo è stato esposto a diversi allergeni, per esempio pollini, peli, acari della polvere, alcuni alimenti, od irritanti fisico/chimici. Anche se l'atopia ha diverse definizioni, in generale, si può definire a partire dalla presenza di elevati livelli nel siero, totali e allergene-specifici, di IgE. Questo fatto determina una reazione positiva del prick test cutaneo per gli allergeni comuni.

## Cause
Reazioni atopiche sono causate da reazioni di ipersensibilità localizzata ad un allergene. L'atopia sembra mostrare una forte componente ereditaria. Uno studio conclude affermando che il rischio di sviluppare la dermatite atopica (3%) oppure atopia in generale (7%) "aumenta di un fattore due se già qualche membro di primo grado della famiglia soffre di atopia".
Si ritiene che anche i fattori ambientali giochino un ruolo nello sviluppo della atopia, e l'"ipotesi dell'igiene" è uno dei paradigmi ad oggi disponibili che può spiegare il forte aumento di incidenza delle malattie atopiche. Questa ipotesi propone che l'eccesso di "pulizia" nell'ambiente di un infante o di un bambino possa portare ad una diminuzione del numero degli stimoli infettivi che sono necessari per il corretto sviluppo del sistema immunitario. La riduzione dell'esposizione a stimoli infettivi può determinare uno squilibrio tra elementi di risposta infettiva ed elementi di risposta allergica all'interno del sistema immunitario.
Alcuni studi suggeriscono anche che la dieta materna durante la gravidanza possa essere un fattore causale nelle malattie atopiche (inclusa l'asma) della prole, suggerendo che antiossidanti, alcuni lipidi, ed una dieta mediterranea possano aiutare a prevenire le malattie atopiche.
Lo studio multicentrico PARSIFAL nel 2006, coinvolgendo 6630 bambini in età compresa tra i 5 ed i 13 anni in 5 paesi europei, ha suggerito che l'uso restrittivo di antibiotici ed antipiretici è associato ad un ridotto rischio di malattie allergiche nei bambini.

## Genetica
Vi è una forte predisposizione genetica verso l'atopia, soprattutto dalla componente materna. In considerazione della forte familiarità, si è cercato di mappare i geni di suscettibilità per l'atopia. Questi sono stati esaminati, ma, in sostanza, i geni dell'atopia tendono a essere coinvolti in reazioni allergiche o altre reazioni del sistema immunitario.

## Sovrainfezioni da Stafilococco aureo
I pazienti affetti da eczema atopico spesso migliorano con la somministrazione di antibiotici o con lavaggi cutanei a base di soluzioni contenenti cloro (ad esempio soluzione acquosa di sodio ipoclorito allo 0,05%), per controllare la colonizzazione batterica sulla pelle.
Mutazioni della filaggrina (una proteina che fa parte dello strato cellulare profondo dell'epidermide) sono associate con eczema atopico, e possono contribuire alla eccessiva secchezza della pelle ed alla perdita della funzione di barriera della pelle normale. È possibile che le mutazioni della filaggrina e la perdita della normale barriera cutanea rendano possibile la colonizzazione della pelle da parte dello Stafilococco aureo.
L'eczema atopico è spesso associato a difetti genetici in alcuni geni che controllano le risposte allergiche. Perciò alcuni ricercatori hanno suggerito che l'eczema atopico possa essere una reazione allergica ad un'aumentata colonizzazione della pelle da parte dello Stafilococco aureo. Un segno distintivo di eczema atopico è una reazione positiva con pomfo ad un test cutaneo con inoculazione di antigeni di S.Aureo. Inoltre, numerosi studi hanno documentato che nei pazienti affetti da eczema atopico è presente una risposta IgE-mediata allo S.Aureo. Il deciso miglioramento dell'eczema atopico osservabile con la somministrazione di antibiotici o bagni con soluzioni clorate è di supporto all'ipotesi che la colonizzazione da Stafilococco Aureo sia fondamentale per la comparsa di eczema atopico.

## Trattamento
Corticosteroidi: prednisone orale viene a volte prescritto per i casi più gravi.
L'uso di steroidi topici evita molti degli effetti collaterali e indesiderabili correlati alla somministrazione sistemica del farmaco. Gli steroidi topici sono molto efficaci nel controllare il prurito e l'eruzione che accompagna l'eczema atopico. Anche gli steroidi topici presentano alcuni effetti collaterali e pertanto il paziente viene invitato a utilizzare tali farmaci con moderazione e solo se necessario.
Immunomodulatori: pimecrolimus e tacrolimus sono farmaci immunosoppressori attivi per uso topico. Questi farmaci inibiscono la sintesi e il rilascio di citochine infiammatorie da parte dei linfociti T e il rilascio di mediatori infiammatori da parte delle mastcellule. Creme e unguenti si sono resi disponibili nel 1980, e sono talvolta prescritti per l'eczema atopico. Le reazioni indesiderate all'uso degli immunomodulatori (circa il 20% dei pazienti trattati) comportano sensazione di bruciore, irritazione, prurito o eritema. La Food and Drug Administration ha diffuso una raccomandazione finalizzata all'impiego del farmaco come seconda scelta e per brevi periodi di tempo. Dagli studi effettuati sugli animali e in un numero limitato di pazienti, è emerso infatti un aumento del rischio di sviluppare linfomi, adenomi della tiroide e fotocarcinogenesi.